# Oliver Bondzio
Oliver Bondzio (* 29. Juli 1967 in Düsseldorf) ist ein deutscher Techno-DJ und Musikproduzent.
Oliver Bondzio bildet zusammen mit Ramon Zenker das Duo Hardfloor, das einer der wichtigsten Harthouse-Acts war und mit seinen Veröffentlichungen die internationale Techno-Szene stark mitgeprägt hat. Ab 1999 arbeiteten sie auch unter dem Namen Da Damn Phreak Noize Phunk und veröffentlichten drei Alben.
2003 gründete er ebenfalls zusammen mit Ramon Zenker das Label Hardfloor Records, auf dem zuerst nur eigene Schallplatten veröffentlicht wurden, später auch in der „Versus“ Serie Split EPs mit befreundeten Produzenten.
Zusammen mit Heinrich Tillack gründete er 1995 das Plattenlabel „Jakpot“. Zusammen veröffentlichten sie darauf unter dem Namen „Co-Jack“ zwei EPs im Bereich Minimal Techno und Detroit Techno. Auch Roland Casper, Daze Maxim und Cari Lekebusch nutzten Jakpot als Plattform.
2000 erschien die Mix-CD „In Case of Oliver Bondzio“, 2003 veröffentlichte er zum ersten Mal unter seinem eigenen Namen ein Album („Straight outta D Town“).

## Diskographie
- 2000: In Case of Oliver Bondzio (DJ-Mix, Harthouse)
- 2003: Portrait of a Masterpiece (Single, Cocoon)
- 2003: Straight outa D-Town (Album, Cocoon)

### Als Co-Jack (mit Heinrich Tillack)
- 1995: Night Shift (12", Jakpot)
- 1996: Down by Law (12", Jakpot)

### Als Hardfloor (mitRamon Zenker)
- 1991: Let da Bass go (12", Eye Q Records)
- 1992: Hardtrance Acperience (12", Harthouse)
- 1992: Drug Overlord (12", Harthouse)
- 1993: Trancescript (12", Harthouse)
- 1993: Trancescript Remixes (12", Harthouse)
- 1993: Acperience (12", Moonshine)
- 1993: TB Resuscitation (Album, Harthouse)
- 1994: Funalogue (12", Harthouse)
- 1994: Lost in the Silver Box (12", Harthouse)
- 1994: Fish & Chips (12", Harthouse)
- 1994: Into the Nature (12", Planet Earth)
- 1994: Into the Nature Remixes (12", Harthouse UK)
- 1995: Dadamnphreaknoizphunk (12", Harthouse)
- 1995: Mahogany Roots (12", Harthouse)
- 1995: Respect (Album, Harthouse)
- 1995: Respect Remixes (12", Harthouse)
- 1996: Beavis at Bat (12", Harthouse)
- 1996: Home Run (Album, Harthouse)
- 1996: Strikeout (12", Harthouse)
- 1997: Acperience The Mixes (12", Rough Trade Records)
- 1997: Mahogany Roots (12", Eye Q Records UK)
- 1997: The Best of Hardfloor (Album, Sony Music)
- 1998: All Targets down (Album, Harthouse)
- 1998: Hardfloor will survive (12", Harthouse)
- 1998: Tilt (7", Harthouse)
- 1999: Skill shot Remixes (12", Harthouse)
- 2000: Communication 2 none (12", Harthouse UK)
- 2003: Alphabetical (12", Hardfloor)
- 2003: Da Revival (12", Hardfloor)
- 2003: Acid Energy (12", Hardfloor)
- 2005: Four out of five Aliens recommend this (Album, Hardfloor)
- 2005: Groupie Love (12", Hardfloor)
- 2005: Murano (12", Hardfloor)

außerdem zahlreiche Remixe, unter anderem für New Order (Blue Monday), Mori Kante (Yeke Yeke), Depeche Mode (It’s no good), Anne Clark (Our Darkness) und ein DJ Mix-Album (X-Mix: Jack the Box)

### Als Da Damn Phreak Noiz Phunk (mitRamon Zenker)
- 1999: Electric Crate Digger (Album, Stud!o K7)
- 1999: Grand Royal (12", Stud!o K7)
- 2002: Complex Dinner Wardrobe (12", Combination)
- 2002: Take off da hot Sweater (Album, Combination)
- 2003: Cashmere Sprags (12", Combination)
- 2003: Lost & Found (Album, Combination)

### Als Two Basement Boys (mitCari Lekebusch)
- 1997: Crazy Shite (12", Trainspotter's Nightmare)